# Studzienica (województwo opolskie)
Studzienica – kolonia w Polsce, w województwie opolskim, w powiecie głubczyckim, w gminie Głubczyce.
Do 2023 miejscowość była przysiółkiem wsi Zawiszyce.
W latach 1975–1998 przysiółek administracyjnie należał do ówczesnego województwa opolskiego.
Zobacz też: Studzienice